# Gert Gutjahr
Gert Gutjahr (* 10. Januar 1937 in Freiburg im Breisgau) ist ein deutscher Marktpsychologe, Autor und Hochschullehrer. Er unterrichtete Marketing an den Universitäten Mannheim, Heidelberg, Münster und Hohenheim und der Budapest University of Economic Sciences and Public Administration (heute Corvinus-Universität Budapest). Gert Gutjahr ist Gründungsmitglied und Chairman von brandsboard®, einer interdisziplinären Forschungs- und Gutachtergemeinschaft von Wissenschaftlern, die sich mit dem Wesen der Marke beschäftigen.
Was hinter dem Begriff der „Marktpsychologie“ steckt, hat 1956 Bernt Spiegel mit folgendem Leitsatz geprägt: „Nicht die objektive Beschaffenheit eines Produkts ist die Realität in der Marktpsychologie, sondern einzig die Verbrauchervorstellung und das Verbrauchererlebnis“. Schon 1949 gründete er in Mannheim das Institut für Werbepsychologische Untersuchungsmethoden, das erste psychologisch orientierte Marktforschungsinstitut in Deutschland, wie der Brancheninformationsdienst Context schreibt.
Aus dem damaligen Institut für Werbepsychologische Untersuchungsmethoden gingen das Spiegel Institut Mannheim, das IFM MANNHEIM (heute IFM Mannheim Institut für Marktpsychologie Dr. Gert Gutjahr GmbH) und Sinus Sociovision hervor, die noch heute im Großraum Mannheim ihren Firmensitz haben.
1972 erwarb Gert Gutjahr als damaliger Mitarbeiter von Bernt Spiegel das Institut für Marktpsychologie (IFM MANNHEIM) und ist seither dessen Alleininhaber und wissenschaftlicher Leiter.

## Laufbahn
Das Diplom erhielt er 1960, nach einem Studium an der Ludwig-Maximilians-Universität München bei Philipp Lersch, der in den 1950er und 1960er Jahren zu den führenden Vertretern der Ausdruckspsychologie zählte.
1965 promovierte Gert Gutjahr in Göttingen über das Thema „Die Methode der Blickregistrierung“.
Er hält zusammen mit Bernt Spiegel ein Patent mit der Nummer DE1190789B auf die „Vorrichtung zur Verfolgung und Registrierung des Blickverlaufs beim Menschen“.
Lehraufträge hatte er an den Universitäten Mannheim, Heidelberg, Münster und Hohenheim in den 1980er Jahren. Eine Gastprofessur erhielt er  von 1990 bis 1999 an der Budapest University of Economic Sciences and Public Administration (heute Corvinus-Universität Budapest) in den Themen Marketing, Marktpsychologie, Unternehmensforschung und Verbraucherforschung für Studierende (mit Simultandolmetscher, da die Studenten in Budapest zu dieser Zeit kein Englisch sprachen) und für Postgraduierte, im Business Management Tätige, auf Englisch.

## Schriften
- Die Methode der Blickregistrierung. Dissertation. Göttingen, Wirtschafts- und Sozialwissenschaftliche Fakultät, 1965.
- Die strategische Konzeption in der Werbemittelforschung. In: Der Marktforscher, Sonderheft B, 1965.
- Marktpsychologische Probleme des Verkaufspreises. In: Der Markt, 1971, S. 118–122  Markt- und Werbepsychologie / T. 1. Verbraucher und Produkt. Sauer, Heidelberg, 1972.  Markt- und Werbepsychologie / T. 2. Verbraucher und Werbung. Sauer, Heidelberg, 1974.
- Das Image des Omnibusses als Reiseverkehrsmittel. StfT, Starnberg, 1978.  Taschenbuch der Marktpsychologie. 2., überarbeitete Auflage, Sauer, Heidelberg, 1983.
- Psychologie des Interviews. Sauer, Heidelberg, 1984.
- Der Mannheimer CI-Test. In: Corporate identity. Hrsg. Birkigt, Stadler, Fulk, 5., völlig überarbeitete Auflage, 1992.
- Warum der Zugriff auf das Markenkapital einen neuen Forschungsansatz fordert. In: Ertragsreserven aus Markenkapital. Markenverband (Hrsg.), Wiesbaden, 2004.
- Neuroökonomie – nichts als ein Mythos? Wirtschaftspsychologie aktuell, 14(4), 32–34, 2007.
- Psychodynamik: Wirkung unbewusster Prozesse. Qualitative Marktforschung in Theorie und Praxis. 2. Auflage, Gabler, Wiesbaden, 2007.
- Der Bauch muss Ja sagen. Paradigmenwechsel in der Markenführung. In: Sonderausgabe 60 Jahre Lebensmittelzeitung, S. 82, 2008.
- Entscheidung leicht gemacht. Forschungsmethode minimiert Flops bei Brand Extensions. In: Research & Results, 3-2008.
- Qualitative Marktforschung in Theorie und Praxis. 2., überarbeitete Auflage, Gabler, Wiesbaden, 2011.
- Mit G. Naderer: Implizite Methoden der qualitativen Marktforschung. Qualitative Marktforschung in Theorie und Praxis (2. Auflage), Gabler, Wiesbaden, 2010.
- Der postmoderne Konsument – Erfolgversprechende Konzepte für Marketing und Kommunikation. In: Marketing Review St. Gallen Bd. 31, 7. Juni 2014, Nr. 3, date:6.2014: 66-72
- Interview mit Gert Gutjahr: Kopfkino. In: lebensmittelpraxis.de[5]
- Starke Marken haben eine Geschichte (PDF). In: marke41.de 01/2018.[6]
- Markenpsychologie. Wie Marken wirken – Was Marken stark macht. 4., überarbeitete und erweiterte Auflage, Springer Gabler, Wiesbaden, 2019.